# Abu Dhabi Open 2023
Abu Dhabi Open 2023 a fost un turneu profesionist de tenis feminin care s-a jucat pe terenuri dure în aer liber. A fost a doua ediție a turneului ca eveniment WTA 500 din Circuitul WTA 2023. S-a desfășurat la Centrul Internațional de Tenis din Abu Dhabi, în perioada 6 - 12 februarie 2023. Turneul a revenit la Circuitul WTA după doi ani din cauza suspendării  Turneul WTA de la Sankt Petersburg ca urmare a invaziei Ucrainei de către Rusia.

## Campioni

### Simplu
Pentru mai multe informații consultați Abu Dhabi Open 2023 – Simplu

### Dublu
Pentru mai multe informații consultați Abu Dhabi Open 2023 – Dublu

## Puncte și premii în bani

### Distribuția punctelor
| Probă  | C   | F   | SF  | QF  | R16 | R32 | Q   | Q2  | Q1  |
| Simplu | 470 | 305 | 185 | 100 | 55  | 1   | 25  | 13  | 1   |
| Dublu  | 470 | 305 | 185 | 100 | 1   | N/A | N/A | N/A | N/A |

### Premii în bani
| Probă  | C        | F       | SF      | QF      | R16     | R32    | Q2     | Q1     |
| Simplu | $120,150 | $74,161 | $43,323 | $20,465 | $11,145 | $7,500 | $5,590 | $2,860 |
| Dublu* | $40,100  | $24,300 | $13,900 | $7,200  | $5,750  | $4,350 | N/A    | N/A    |

*per echipă